# Vork (dammen)
Een vork is een formatie in het damspel. Een vork bestaat uit drie schijven die in een rij staan, met een schijf naast de onderste schijf. Een vork vormt een sterke formatie om combinaties mee uit te halen.